# 8405 아스볼루스
8405 아스볼루스(8405 Asbolus)는 목성과 해왕성 사이의 궤도를 공전하는 센타우루스군 천체이다. 1995년 4월 5일 애리조나 대학교 키트피크 천문대의 스페이스워치 연구진 제임스 스코티와 로버트 제다이크가 발견했다. 그 이름은 그리스 신화의 켄타우로스 중 하나인 아스볼로스에서 따온 것이다. 직경은 약 80 킬로미터이다.

## 궤도

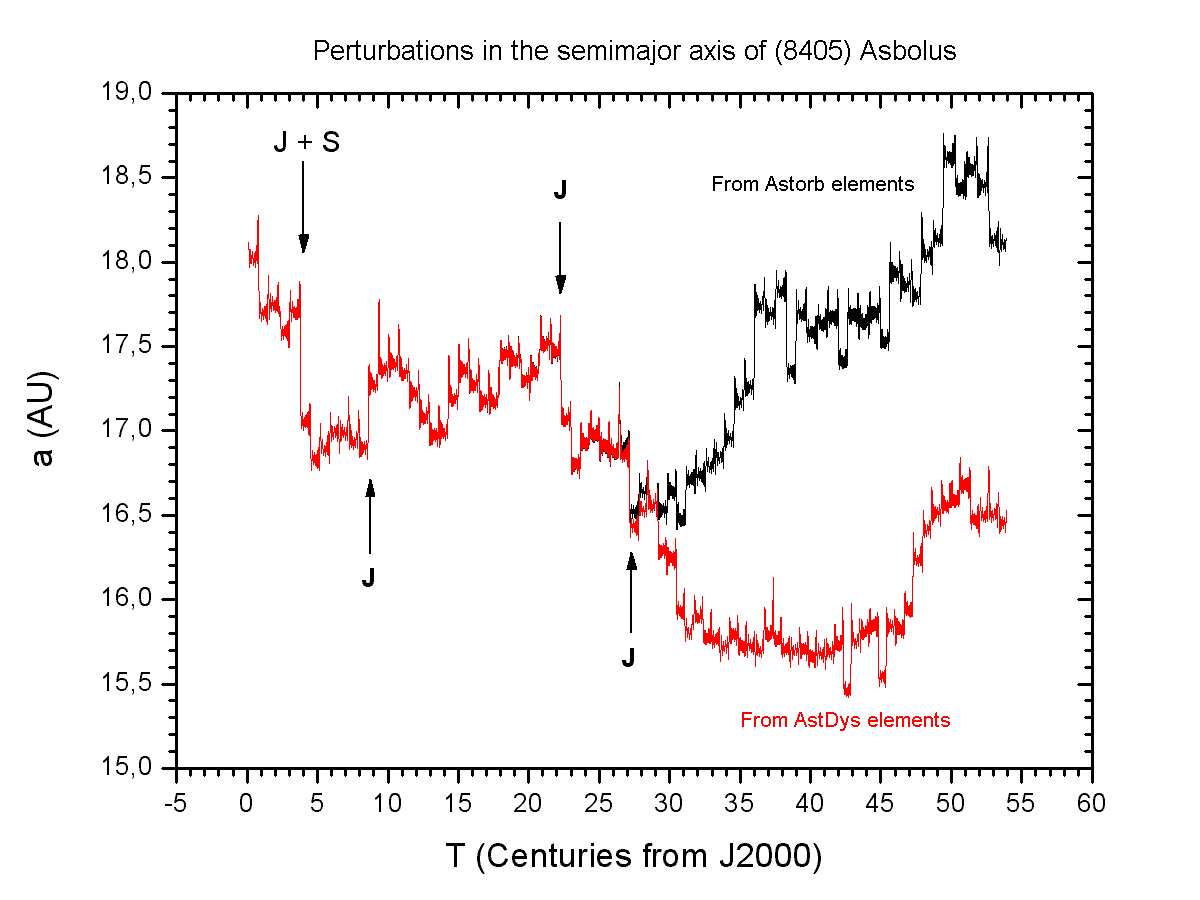
아스볼루스의 섭동 현상에 의한 향후 5500년간의 궤도 긴반지름 변화. 2700년 후 목성과 만난 후의 궤도는 예측 불가능하다.

센타우루스족 천체들은 목성형 행성들의 섭동을 받기 때문에 동역학적 수명이 짧은 편으로, 아스볼루스의 궤도 반감기는 약 86만 년이다. 현재 아스볼루스의 근일점은 토성에, 원일점은 해왕성에 지배받는 것으로 여겨져 SN(토성-해왕성) 센타우루스로 분류된다.
아스볼루스의 현재의 원일점은 6.8 AU로서 목성의 영향 역시 받고 있다. 목성의 영향을 토성보다 더 크게 받기 위해서는 근일점이 6.6 AU보다 작아야 하는데, 만여 전 전에는 목성의 영향을 받다가 지금의 위치까지 멀어진 것으로 생각된다.
아스볼루스의 궤도와 위치를 몇천 년 후까지 예측하는 것은 힘든데, 왜냐하면 목성형 행성들의 궤도 섭동과 (혜성처럼) 가스와 먼지가 분출되어 궤도 교란이 계속해서 일어나기 때문이다. 비슷한 센타우루스 소행성인 7066 네수스와 비교하여, 아스볼루스의 궤도는 매우 혼잡한 상태이다.

## 물리적 성질
분해 가능한 화상은 현재까지 얻어지지 못했지만, 1998년 허블 우주 망원경을 이용한 분광 관측에서 표면에 천만 년이 채 되지 않은 새로운 충돌구가 있다는 것이 밝혀졌다. 센타우루스군의 표면은 대부분 어두운데, 이는 표면이 태양 방사선과 태양풍을 계속해서 쬐어 표면이 검은색으로 변색되었기 때문이다. 하지만 운석 충돌로 인하여 내부의 신선한 얼음이 바깥쪽으로 노출되게 되면 분광에 변화가 생기고, 바로 이것이 허블 망원경이 발견한 것이다.

## 명칭
아스볼루스는 그리스 신화의 아스볼로스(그리스어로 "거무스름한", "검은 것"이라는 뜻)에서 유래하였다. 아스볼로스는 켄타우로스로서, 키론과 폴루스를 헤라클레스의 손에 죽게 만들었다.